# Петер Терин
Петер Терин (на нидерландски: Peter Terrin) е белгийски фламандски писател, автор на произведения в жанра социална драма.

## Биография и творчество
Петер Терин е роден на 3 октомври 1968 г. в Тийлт, Източна Фландрия, Белгия. Израства във Вингене.
Прави литературния си дебют със сборника с разкази De code (Кодът) през 1998 г. През 2001 г. е издаден първият му роман Kras (Драскотина). Става известен с втория си роман Blanco (Празно), който описва разпадаща се връзка между баща и син, след като първият е загубил съпругата си, формулирана с термини, които предизвикват сравнение с  Франц Кафка.
През 2009 г. е издаден романът му „Охранителят“. Главните герои, Хари и Мишел, двама изключително съвестни мъже, получават задача да пазят с живота си блок от 40 луксозни апартамента, което те правят изключително щателно и с желязна дисциплина в подземния паркинг на сутерена. Дори когато всички жители до един напускат в един ден, те имат информация за случващото се навън само от доставчика им, което ги довежда до параноя. Романът е номиниран за редица литературни награди в Белгия и Холандия. Книгата получава наградата за литература на Европейския съюз за 2010 г. Преведен е на повече от 15 езика по света.
В ранните си романи писателят представя затворен, отчужден свят с герои, които могат да бъдат описани като леко параноични. Следващите му романи вземат друга насока. Романът му Post Mortem от 2012 г. е полуавтобиографичен, съсредоточен върху дъщерята на автора, която е получила инсулт, като за него получава наградата AKO. Романът му Monte Carlo от 2014 г. е разказ за героизма и желанието да бъдеш признат, романът му Yucca от 2016 г. е меланхолична история за бивш затворник и млада художничка, която вярва, че има магически сили, а романът Patricia от 2018 г. е история за жена, която се опитва да се върне при своя син, съпруг и дом.
Той също пише за театъра и е активен колумнист в пресата. На 19 октомври 2014 г. е удостоен със званието почетен гражданин на Вингене.

## Произведения

### Самостоятелни романи
- Kras (2001)[1][5]
- Blanco (2003)
- Vrouwen en kinderen eerst (2004)
- De bewaker (2009) – награда за литература на ЕС[2]
Охранителят, изд. МД „Елиас Канети“ Русе (2012), прев. Багрелия Борисова
- Post mortem (2012)
- Monte Carlo (2014)
- Yucca (2016)
- Patricia (2018)
- Al het blauw (2021)

### Сборници
- De code (1998) – разкази[1]
- De bijeneters (2006) – разкази